# St. Michael (Schwabhausen)

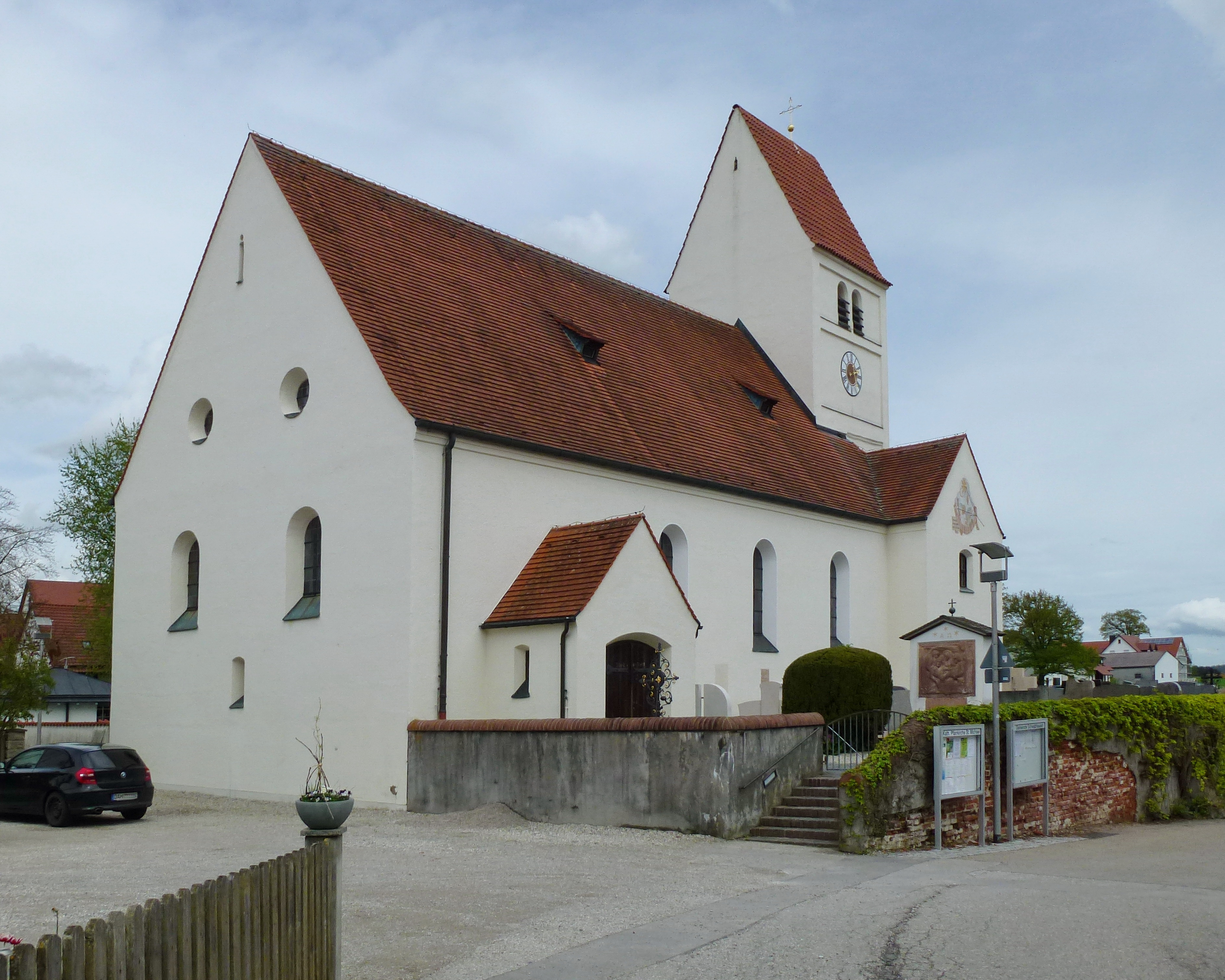
Kirchengebäude der Gemeinde Schwabhausen

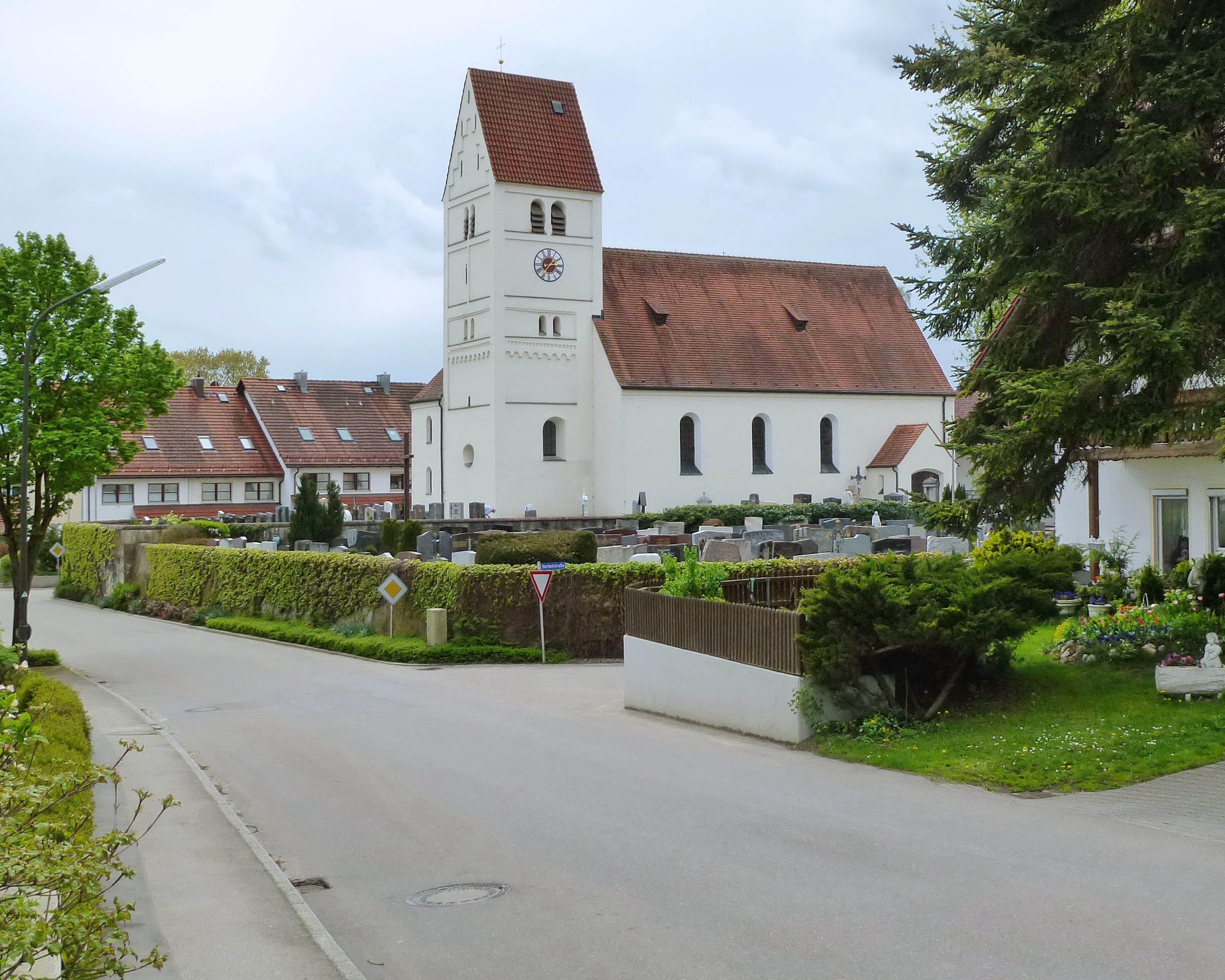
Blick zum romanischen Chorturm

Die römisch-katholische Pfarrkirche St. Michael ist eine im Kern romanische Chorturmkirche in der Gemeinde Schwabhausen.

## Geschichte
Im 17. Jahrhundert besaß die schlichte Kirche drei Altäre:
- einen Hochaltar mit dem Patron St. Michael,
- einen Seitenaltar mit dem Patron St. Stephanus,
- einen Seitenaltar mit dem Patron St. Sebastian.

Erst 1739 wurde eine Sakristei gebaut, wodurch die Kirche den Status einer „ansehnlichen Bauart“ erhielt. Die Seitenaltäre wurden im Jahr 1783 im Auftrag des Pfarrers renoviert. Grund dafür war der marode und baufällige Zustand der Altäre. 1793 wurden die Kirchenstühle ersetzt. 1878 wurden drei neue Glocken, gegossen von einem Münchner Glockengießer Ulrich Kortler, durch den Posthalter Joseph Rothenfußer gestiftet.
1886 erhielt die Kirche eine neue Orgel, gebaut von der Firma Max März & Sohn aus München. Bereits 1914 wurden Pläne zum Ausbau und Erweiterung des Kirchengebäudes gemacht. Diese wurden nach Beginn des Ersten Weltkriegs eingestellt. 1917 wurden die zwei größten Glocken des Kirchturmes beschlagnahmt und erst 1921 durch neue Stahlglocken ersetzt.
Als 1933/1934 Reichszuschüsse gewährt wurden, konnte der Plan des Ausbaus der Kirche umgesetzt werden. Am 28. Mai wurde das Langhaus abgerissen. Es wurde ein vierachsiges Langhaus mit Vorhäusern auf der Süd- und Nordseite nach Plänen des Münchner Architekten Richard Seidle gebaut. Am 14. November 1934 waren die Ausbauarbeiten abgeschlossen und die fertige Kirche wurde durch den Kardinal Faulhaber eingeweiht.

## Ausstattung

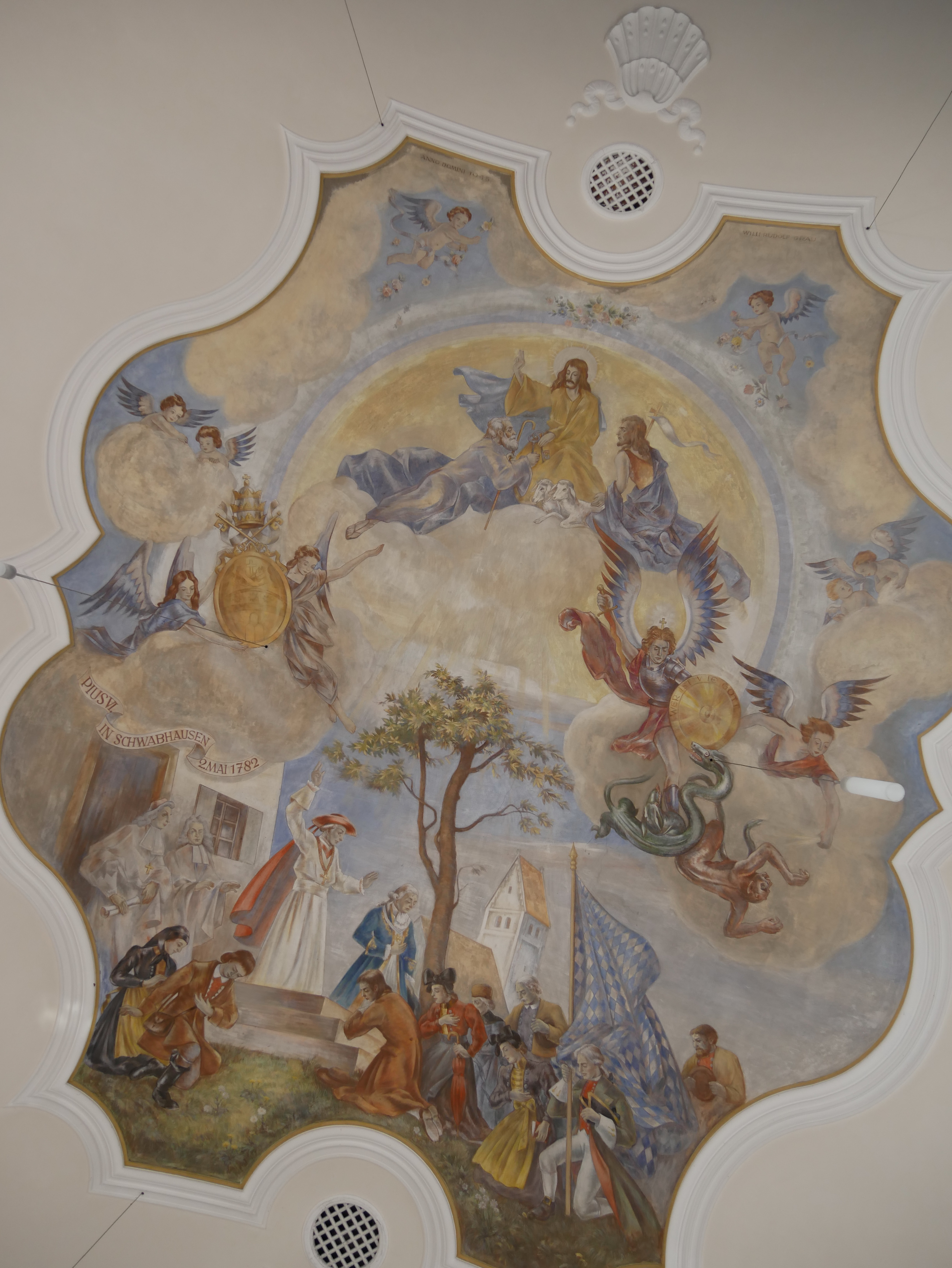
Deckengemälde von Wilhelm Rudolf Grau

Im Innenraum befindet sich der Altarraum direkt unter dem Turm. Die Decke besteht aus einem Kreuzgewölbe. Die Decke des Kirchenschiffes wurde 1945 durch den Maler Wilhelm Rudolf Grau bemalt und zeigt den Papstbesuch 1782 in Schwabhausen. Über dem Chorbogen ist das bischöfliche Wappen der Kardinäle Michael Faulhaber und Reinhardt Marx zu sehen.

### Altäre

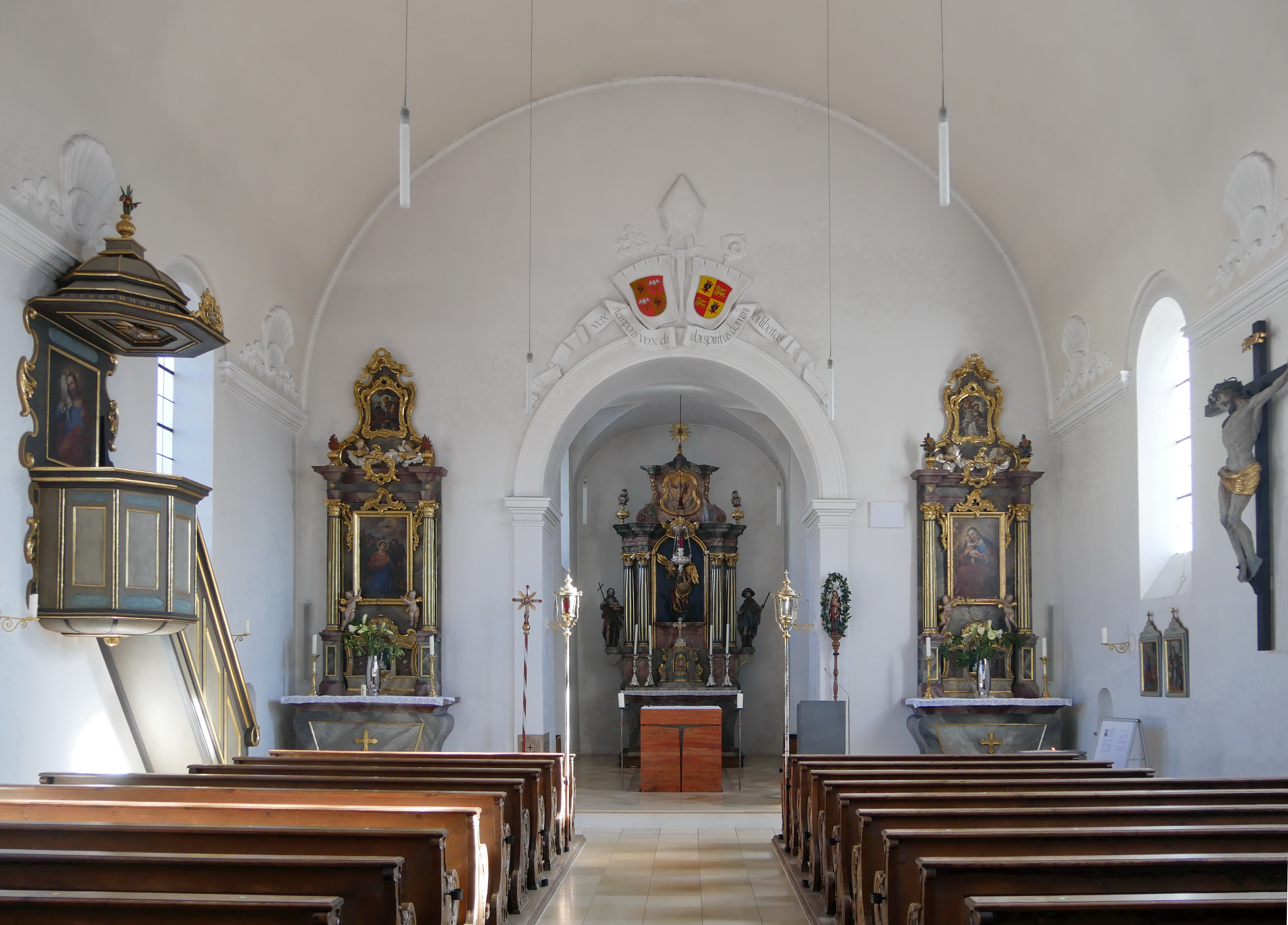
Altäre im Innenraum des Kirchengebäudes

Im Choraltar (Altar im Kirchturmrumpf) steht die Skulptur des Erzengels Michaels. Dieser befindet sich mit einem Flammenschwert im Kampf gegen den Teufel in Drachenform. Des Weiteren sind die heiligen Figuren Johannes der Täufer mit einem Lamm und der heilige Rochus in Pilgerkleidung abgebildet.
Das Altarblatt des rechten Seitenaltars stammt aus dem Jahr 1849 und bildet die Muttergottes mit dem Jesuskind ab. Das Altarblatt des linken Seitenaltars bildet die Steinigung des heiligen Stefanus ab und stammt aus dem 19. Jahrhundert.
Seit November 2009 besitzt die Kirche einen Zelebrationsaltar in Form eines Marmorblockes. Dieser wurde vom Architekt Roberto Gonzalo entworfen.

### Heiligenfiguren
Die St.-Michaels-Kirche besitzt seit 2009 folgende Heiligenfiguren:
- St. Christophorus mit Jesuskind (aus dem 18. Jahrhundert)
- St. Dominikus mit Palmzweig (aus dem 18. Jahrhundert)
- St. Franz Xaver (aus dem Jahr 1783)
- St. Georg mit Lanze und Drachen (aus dem 18. Jahrhundert)
- St. Johannes der Täufer mit Lamm Gottes (aus dem 18. Jahrhundert)
- St. Leonhard (aus dem 18. Jahrhundert)
- St. Michael mit Flammenschwert (aus dem 18. Jahrhundert)
- St. Maria mit Kind (aus dem Jahr 1849)
- St. Nepomuk mit Engel (aus dem Jahr 1783)
- St. Rochus als Pilger (aus dem 18. Jahrhundert)
- St. Stephanus (aus dem Jahr 1849)